# Lindavista, Salto de Agua
Lindavista är en ort i Mexiko.   Den ligger i kommunen Salto de Agua och delstaten Chiapas, i den sydöstra delen av landet, 700 km öster om huvudstaden Mexico City. Lindavista ligger 270 meter över havet och antalet invånare är 105.
Terrängen runt Lindavista är kuperad åt sydost, men åt nordväst är den platt. Runt Lindavista är det ganska glesbefolkat, med 45 invånare per kvadratkilometer. Närmaste större samhälle är Salto de Agua, 14,5 km öster om Lindavista. I omgivningarna runt Lindavista växer i huvudsak städsegrön lövskog.